# 塔尼托盧瓦·阿德烏米
塔尼托盧瓦·阿德烏米（2010年9月3日—）是一名尼日尔裔美國人國際象棋棋手，目前擁有國際棋聯稱號“棋聯大師”。他曾在8岁时奪得2019年K-3纽约州国际象棋冠军。